# Giorgio Todde
Giorgio Todde, né le 17 septembre 1951 à Cagliari, Sardaigne, et mort dans la même ville le 29 juillet 2020, est un écrivain italien de roman policier.

## Biographie
Chirurgien et ophtalmologue à Cagliari, Giorgio Todde fait partie de la Nouvelle Vague littéraire sarde et brosse la frasque d'une Sardaigne archaïque de la fin du XIXe siècle, confrontée à la modernité et aux nouvelles formes de criminalité. Publié en 2002, L'État des âmes (Lo stalo delle anime), son premier roman, est un polar historique se déroulant en 1893 qui met en scène le médecin Efisio Marini (it), un personnage historique ayant réellement existé et l'inventeur d'une méthode de pétrification des corps, dont Giorgio Todde se sert pour mener l’enquête. Ce personnage devient récurrent dans son œuvre : La Peau et la Chair (Paura e carne), E quale amor non cambia, L’estremo delle cose.  Dans L'État des âmes (2002), le savant médecin doit s'opposer pendant son enquête aux tenaces superstitions nées d'une légende qui veut que le nombre des naissances ait toujours été égal au nombre des décès. Quand une femme meurt empoisonnée par une hostie au moment où naissent des jumeaux, chacun des villageois se croit menacé d'une mort imminente. Dans La Peau et la Chair, les membres d'une famille sont assassinés les uns après les autres, tous étant liés à une vieille qui, obsédée par la mort, ne mange et ne boit que ce qui est essentiel à sa survie.
Giorgio Todde a également créé un autre enquêteur, le commissaire Manlio Ferfuzio, qui apparaît dans La Folle Bestialité (2002)

## Œuvre

### Romans
- Lo stato delle anime (2002) Publié en français sous le titre L'État des âmes, Paris, Albin Michel, 2003, réédition Paris, Gallimard, Folio policier no 378, 2005.
- La matta bestialità (2002) Publié en français sous le titre La Folle Bestialité, Paris, Albin Michel, coll. Carré jaune, 2007.
- Paura e carne (2003) Publié en français sous le titre La Peur et la Chair, Paris, Albin Michel, 2005, réédition Paris, Gallimard, Folio policier no 436, 2006.
- L'occhiata letale (2004)
- Ei (2004)
- E quale amor non cambia (2005)
- Al caffè del silenzio (2007)
- L'estremo delle cose (2007)
- Dieci gocce (2009)
- Il noce. Scritti sull'isola rinnegata (2010)
- Le Indigani dell’imbalsamatore (2011)
- Lettera ultima (2013)

## Sources
- Claude Mesplède (dir.), Dictionnaire des littératures policières, vol. 2 : J - Z, Nantes, Joseph K, coll. « Temps noir », 2007, 1086 p. (ISBN 978-2-910-68645-1, OCLC 315873361), p. 889.